# Степной Маяк (Ростовская область)
Степно́й Мая́к — посёлок в Мартыновском районе Ростовской области.
Входит в состав Ильиновского сельского поселения.

## География
Посёлок находится на правом берегу Верхнесальского канала.

## Население
| 2010 |
| ---- |
| 323  |

## Улицы
- ул. Зелёная,
- ул. Новая,
- ул. Сельская,
- ул. Широкая,
- ул. Школьная.